# Heinrich von Lammesspringe
Heinrich von Lammesspringe, auch Heinrich von Lammespringe, Heinrich von Lamspringe, Henricus von Lammespringe (* um 1325; † 1386), war ein mittelalterlicher Chronist und gilt als Begründer der Magdeburger Schöppenchronik.
Nach einer theologischen und kirchenrechtlichen Ausbildung und seiner Weihe zum Priester wurde er im Herbst 1350 als Schöffenschreiber in Magdeburg angestellt. In diesem Amt initiierte er die Schöppenchronik, die die Geschichte der Stadt Magdeburg darlegt und als bedeutendes Werk der mittelalterlichen Stadtgeschichtsschreibung gilt. Seine Texte stellen den umfangreichsten Teil der von seinen Nachfolgern bis 1516 fortgesetzten Chronik dar.
Neben seinen Einkünften als Schöffenschreiber hatte er auch Einkünfte als Ratsschreiber. Für den Rat war er in diplomatischen Missionen tätig. Darüber hinaus erzielte er Einkünfte aus einer Pfründe als Altarist an St. Petri in Magdeburg.